# Gavardo
Gavardo és un municipi italià de la província de Brescia, a la regió de Llombardia. El 2017 tenia 12.098 habitants.
Conté les frazioni de Limone, Marzatica, Sopraponte, Soprazocco.